# NX備通
NX備通株式会社（エヌエックスびんつう）は、広島県福山市に本社を置く、NXグループの物流会社である。
貨物自動車運送事業や鉄道利用運送事業を主要業務とするが、その他に引越業、倉庫業、国際海上コンテナの輸送、船舶代理店業なども展開している。
日本通運の単独株式移転による持株会社制へ移行及びグループブランド「NX」の導入に伴い、2022年1月4日付で備後通運株式会社（びんごつううん）から社名変更した。

## 沿革
- 1943年（昭和18年） ‐ 会社設立。
- 1949年（昭和24年） ‐ 一般貨物自動車での運送業務を開始。
- 1950年（昭和25年） ‐ 倉庫業を開始。
- 1959年（昭和34年） ‐ 日本通運のグループ会社になる。
- 1963年（昭和38年） ‐ 通関業免許を取得。
- 2005年（平成17年） ‐ 中国の上海に駐在員事務所を設立。
- 2022年（令和4年） ‐ NX備通株式会社に社名変更。

## 主な営業所
- 東京支店
〒143-0006 東京都大田区平和島二丁目1番1号 京浜トラックターミナル管理棟２階
- 名古屋支店
〒485-0084 愛知県小牧市入鹿出新田字村東165-1
- 大阪支店
〒555-0001 大阪府大阪市西淀川区佃六丁目11番13号
- 尾道支店
〒722-0051 広島県尾道市東尾道14-8
- 広島営業所
〒732-0804 広島県広島市南区出島一丁目13番13号

## 取引銀行
- 三菱UFJ銀行
- みずほ銀行
- 広島銀行
- 中国銀行
- 百十四銀行